# بنيامين الأول (بابا الإسكندرية)
بنيامين الأول (590 - 661) هو بابا الإسكندرية وبطريرك الكرازة المرقسية الثامن والثلاثين. وُلد في قرية برشوط (كفر مساعد التابعة لإيتاي البارود بالبحيرة) من عائلة غنية متدينة. أحب الحياة الرهبانية فالتحق بأحد الأديرة الواقعة في منطقة الإسكندرية. تتلمذ على يديْ ناسك شيخ يدعى ثيوناس حيث أصبح راهبا وكاهنا.
اضطر بنيامين الأول ترك منصبه الباباوي والعيش في الصحراء 13 سنة هاربا من بطش البيزنطيين الذين احتلوا مصر. ويروي كتاب السنكسار، الموصوف بأنه «جامع لأخبار الأنبياء والرسل والشهداء والقديسين»، واقعة قتل أحد إخوته أمام عينيه على يد البيزنطيين. وبعد الفتح الإسلامي لمصر عاد بنيامين الأول إلى الإسكندرية وإلى منصبه البابوي بعد أن أصدر عمرو بن العاص كتابًا منصوص فيه: «الموضع الذي فيه بنيامين، بطريرك النصارى القبط، له العهد والأمان والسلام، فليحضر آمنا مطمئنا ليدبر شعبه وكنائسه» كما ورد في كتاب السنكسار.
عاصر ثلاث حقبات مختلفة:
1. الاحتلال الفارسي لمصر (623-628)
2. عودة الحكم البيزنطي من جديد (628-640)
3. الفتح الإسلامي لمصر (640) [2][3]

ظل يدافع عن الكنيسة من المتاعب حتى توفى في 662 م.